# Hypolepis obtusata
Hypolepis obtusata là một loài thực vật có mạch trong họ Dennstaedtiaceae. Loài này được (C. Presl) Kuhn miêu tả khoa học đầu tiên năm 1882.